# Spencer (efternamn)
Spencer är ett engelskt efternamn, som burits av bland andra:
- Abigail Spencer, amerikansk skådespelare
- Albert Spencer, 7:e earl Spencer
- Alberto Spencer, ecuadoriansk fotbollsspelare
- Anildo Spencer, svensk fotbollsspelare
- Ashley Spencer, amerikansk friidrottare
- Baldwin Spencer, antiguansk politiker
- Brenda Ann Spencer
- Carlos Spencer,nyzeeländsk rugbyspelare
- Charles Spencer, 3:e earl av Sunderland (1675–1722)
- Charles Spencer, 3:e hertig av Marlborough (1706–1758)
- Lord Charles Spencer (1740-1820), andre sonen till tredje hertigen av Marlborough
- Charles Spencer, 6:e earl Spencer (1857–1922)
- Charles Spencer, 9:e earl Spencer (född 1964)
- Charles Spencer (journalist) (född 1955), en brittisk journalist vid The Telegraph
- Diana Spencer, prinsessa av Wales (1961–1997)
- Edmund Spenser, engelsk poet
- Emerson Spencer, amerikansk friidrottare
- Felicia Spencer, kanadensisk MMA-utövare
- Freddie Spencer, amerikansk roadracingförare
- Frederick Spencer, 4:e earl Spencer
- George Spencer, 4:e hertig av Marlborough (1739-1817)
- George Spencer, 2:e earl Spencer (1758-1834)
- George E. Spencer (1836–1893), senator från Alabama
- George Lloyd Spencer (1893-1981), senator från Arkansas
- Henry Spencer, brittisk diplomat
- Herbert Spencer, brittisk filosof
- Ivor Spencer, brittisk kock
- Jeremy Spencer, brittisk musiker
- Jesse Spencer, australisk skådespelare
- John Spencer, 1:e earl Spencer (1734–1783)
- John Spencer, 3:e earl Spencer (1782–1845)
- John Spencer, 5:e earl Spencer (1835–1910)
- John Spencer, 8:e earl Spencer (1924–1992)
- John Spencer (brittisk politiker) (1708–1746)
- John Canfield Spencer (1788–1855), amerikansk politiker
- John Spencer (snookerspelare) (1935–2006)
- John Spencer (skådespelare) (1946–2005)
- John Spencer (amerikansk politiker) (född 1946)
- Jon Spencer, amerikansk sångare
- Kaliese Spencer, jamaicansk friidrottare
- LaVyrle Spencer, amerikansk författare
- Octavia Spencer, amerikansk skådespelare
- Olivia Spencer, rollkaraktär i såpopera
- Percy Spencer, uppfinnare
- Robert Spencer, 2:e earl av Sunderland
- Robert Spencer, amerikansk författare
- Samuel R. Spencer, amerikansk politiker
- Selden P. Spencer, amerikansk politiker
- Stanley Spencer, brittisk målare
- Tracie Spencer, amerikansk sångare
- Walter Baldwin Spencer, australisk biolog